# Eduard Laaman
Eduard Laaman (* 31. Januarjul. / 12. Februar 1888greg. in Samruk, Gouvernement Taurien auf der Halbinsel Krim; † 1. September 1941 in Kirow, Sowjetunion) war ein estnischer Journalist, Zeithistoriker und Politiker. Er war Mitbegründer der Estnischen Arbeitspartei (Eesti Tööerakond).

## Politik und Journalismus
Eduard Laaman wurde als Sohn einer ausgewanderten estnischen Bauernfamilie auf der Krim geboren. Von 1894 bis 1899 besuchte er die Dorfschule von Samruk, anschließend bis 1907 das Gymnasium in Kertsch. 1908 wechselte er an die Universität der russischen Hauptstadt Sankt Petersburg.
Laaman schloss 1912 sein Studium der Rechtswissenschaft ab. Von 1912 bis 1915 war er als Journalist in Tallinn und Tartu tätig. Ab 1915 war er als Sekretär im Stadtrat der estnischen Hauptstadt angestellt.
In der Endphase des Ersten Weltkriegs und der russischen Revolutionsjahre engagierte er sich auch politisch. 1917/18 war Laaman Sekretär des Nahrungsmittel-Ausschusses in Tallinn. Gemeinsam mit Jüri Vilms (1889–1918) gründete Laaman im Mai 1917, kurz nach der Februarrevolution im Zarenreich, die spätere Estnische Arbeitspartei (Eesti Tööerakond). Laaman galt in den Anfangsjahren als Programmatiker der Partei. Sie trat für Demokratie und soziale Gleichheit, eine umfassende Landreform und die Trennung von Staat und Kirche ein. Im Mai/Juni 1917 gewählten Provisorischen Landtag des Gouvernements Estland stellten die Radikalsozialisten vier der 55 Abgeordnete.
Nach der Oktoberrevolution in Russland forderte die Partei als eine der ersten politischen Gruppierungen die volle staatliche Unabhängigkeit eines demokratischen und rechtsstaatlichen Estlands. Am 24. Februar 1918 erklärte die Republik Estland ihre Loslösung von Russland und die staatliche Souveränität. Bei den Wahlen zur Verfassungsgebenden Versammlung (Asutav Kogu) im April 1919 erhielt die Estnische Arbeitspartei 25,1 Prozent der Stimmen. Mit 30 von 120 Abgeordneten stellte sie die zweitgrößte Fraktion in der Konstituante. Die Partei hatte starken Einfluss auf die erste estnische Verfassung und die radikale Landreform, die die Güter der Deutsch-Balten größtenteils enteignete.
1919 war Laaman Mitglied der estnischen Delegation bei der Pariser Friedenskonferenz. Von 1919 bis 1920 war er Presseattaché an der estnischen Gesandtschaft in London. Von 1920 bis 1923 leitete Laaman die Informationsabteilung des estnischen Außenministeriums in Tallinn. Anschließend war Laaman wieder als Journalist tätig.
Von 1923 bis 1938 war Eduard Laaman Chefredakteur der estnischen Zeitung Vaba Maa, anschließend 1938/39 Chefredakteur der Zeitung Rahvaleht. Seit 1924 gehörte er dem Estnischen Journalistenverband (Eesti Ajakirjanikkude Liit)  an.
In der zweiten Hälfte der 1930er Jahre näherte sich Laaman dem autoritären Regime des estnischen Staatspräsidenten Konstantin Päts an. 1936 nahm er an den Vorbereitungen zur Ausarbeitung der neuen estnischen Verfassung teil. 1937 war er Mitglied der Verfassungsgebenden Versammlung (Rahvuskogu). Vom Dezember 1939 bis Juni 1940 ging Laaman erneut ins Ausland und war als Presseattaché an der estnischen Gesandtschaft in Moskau tätig.
Mit der sowjetischen Besetzung Estlands wurde Laaman am 24. Februar 1941 durch den NKWD verhaftet. Er wurde am 26. Juli 1941 zum Tode verurteilt und im September 1941 im Gefängnis von Kirow hingerichtet.

## Privatleben
Eduard Laaman war mit der Tochter des estnischen Politikers und Tallinner Oberbürgermeisters Jaan Poska (1866–1920), Tatjana Poska-Laaman (1900–1988), verheiratet. Sie hatte als eine der ersten Estinnen an der Sorbonne promoviert. In erster Ehe war sie mit dem estnischen Opernsänger Alexander Arder (1894–1966) verheiratet gewesen.
Tatjana Poska-Laaman floh 1944 mit ihren Kindern vor der (zweiten) sowjetischen Besetzung Estlands nach Schweden. Dort wurde die gemeinsame ältere Tochter Ilona Laaman (1934–2017), eine der bekanntesten estnischen Exil-Dichterinnen.

## Zeithistorische Schriften (Auswahl)
- Eesti lahkumine Vene riigist: 1917-1920. Tallinn 1920
- Enamlaste riigipöörde katse Tallinnas 1. detsembril 1924. Tallinn 1925 (unter dem Pseudonym J. Saar)
- Demokraatia ja diktatuur. Tartu 1933
- Erakonnad Eestis. Tartu 1934
- Nõukogude Vene ja kommunismi teostuskatseid a. 1917-1934. Tartu 1935
- Jaan Poska: Eesti riigitegelase elukäik. Tartu 1935
- Eesti ühiskond: selle koostis, areng ja iseloom. Tartu 1936
- Eesti iseseisvuse sünd. Tartu 1936
- Juhan Luiga: elu ja mõtted. Tartu 1938
- Tänapäeva Saksamaa: peajooni rahvussotsialistliku "Kolmanda riigi" arengust, alustest ja sisekorrast. Tartu 1938 (gemeinsam mit Leo Kahkra)
- Konstantin Päts: poliitika- ja riigimees. Tartu 1940
- Uus Euroopa sõda: kuidas see puhkes. Tartu 1940
- Hando Runnel (Hrsg.): Iseseisvuse tunnid. Tartu 2010 (Artikelsammlung)